# Campeonato de España de Vuelo Acrobático
El Campeonato de España de Vuelo Acrobático (CEVA) o Campeonato de España de Acrobacia Aérea, es una competición de vuelo acrobático organizada por la Real Federación Aeronáutica Española (RFAE). Su segunda edición se celebró en 1966. Compiten tanto hombres como mujeres.

## Categorías
Actualmente, se compite en cinco categorías:
- Elemental
- Deportivo
- Intermedio
- Avanzado
- Ilimitado

## Clasificaciones
| Año  | Lugar                                                                     | Campeón Ilimitado       | Campeón Avanzado  | Campeón Intermedio | Campeón Deportivo        | Campeón Elemental       |
| ---- | ------------------------------------------------------------------------- | ----------------------- | ----------------- | ------------------ | ------------------------ | ----------------------- |
| 2021 | Aeródromo del Club de Campo La Caminera Aeródromo de Matilla de los Caños | Cástor Fantoba          | Camilo Benito     | Paul Ansoleaga     | Raquel Martin            | Rubén Tornos Laguna     |
| 2020 | Aeródromo de Casarrubios Aeródromo de Matilla de los Caños                | Cástor Fantoba          | Camilo Benito     | -                  | Francisco Sirvent        | Juan José Rodríguez     |
| 2019 | Aeródromo de Requena                                                      | Cástor Fantoba          | Juan Socias       | Sebastián Popa     | Carlos Luna              | Sergio Stella           |
| 2018 | Aeródromo de Requena                                                      | Cástor Fantoba          | Manuel Rey "Coco" | Carlos García      | Yael Pereda              | Sebastián Popa          |
| 2017 | Aeródromo de Requena                                                      | Cástor Fantoba          | -                 | -                  | -                        | Laura Crespo Menéndez   |
| 2016 | Aeródromo de Requena                                                      | David Membrives         | Javier Aranduy    | Eric Milà          | Camilo Benito            | Iván García             |
| 2011 | Ocaña                                                                     | Sin entrega de melladas | -                 | Pablo Villalba     | Ángel Bartolomé Castilla | José Luis Olias Arce    |
| 2010 | Ocaña                                                                     | Juan Velarde            | -                 | Pablo Villalba     | Javier Tabares           | Fco. Javier Fernández   |
| 2009 | Ocaña                                                                     | Castor Fantoba          | Ramón Casquero    | Pablo Villalba     | José Luis Olías Sánchez  | Juan Manuel Cortacero   |
| 2008 | Ocaña                                                                     | Anselmo Gamez           | Ramón Casquero    | Carlos Bravo       | Krasimir Hristov         | Jorge A. Huestas        |
| 2007 |                                                                           | Ramón Alonso            | Jorge Macías      | Ramon Casquero     |                          |                         |
| 2006 |                                                                           | Ramón Alonso            | Jorge Macías      | Ramón Casquero     | Ramón Bosch              | -                       |
| 2005 | No disputado debido a la organización del FAI WAC                         | -                       | -                 | -                  | -                        | -                       |
| 2004 |                                                                           |                         | Jorge Macías      |                    |                          |                         |
| 2003 |                                                                           | -                       | -                 | -                  | Ramón Alonso             | -                       |
| 2002 |                                                                           | Cástor Fantoba          |                   | Luis Alejo         | Nacho Pérez              | Álvaro Lapetra          |
| 2001 |                                                                           | Ramón Alonso            |                   |                    |                          |                         |
| 2000 |                                                                           | Ramón Alonso            |                   |                    |                          |                         |
| 1999 |                                                                           | Ramón Alonso            |                   |                    |                          |                         |
| 1998 | Jerez                                                                     | Ramón Alonso            |                   |                    |                          |                         |
| 1997 |                                                                           | Ramón Alonso            |                   | Cástor Fantoba     |                          |                         |
| 1996 |                                                                           | Ramón Alonso            |                   |                    |                          |                         |
| 1995 |                                                                           | Ramón Alonso            | Jaume Brossa      |                    |                          |                         |
| 1994 |                                                                           | Ramón Alonso            |                   |                    |                          |                         |
| 1993 | Ocaña                                                                     | Ramón Alonso            | Jaume Brossa      |                    |                          |                         |
| 1992 |                                                                           | Ramón Alonso            |                   |                    |                          |                         |
| 1991 |                                                                           | Ramón Alonso            |                   |                    |                          |                         |
| 1990 |                                                                           | Ramón Alonso            |                   |                    |                          |                         |
| 1989 |                                                                           | Ramón Alonso            |                   |                    |                          |                         |
| 1988 |                                                                           | Ramón Alonso            |                   |                    |                          |                         |
| 1987 |                                                                           | Ramón Alonso            |                   |                    |                          |                         |
| 1986 |                                                                           |                         |                   |                    |                          |                         |
| 1985 |                                                                           |                         |                   |                    |                          |                         |
| 1984 |                                                                           |                         |                   |                    |                          |                         |
| 1983 |                                                                           |                         |                   |                    |                          |                         |
| 1982 | Logroño                                                                   |                         |                   |                    |                          | Margarita Langa Fuentes |
| 1981 |                                                                           |                         |                   |                    |                          |                         |
| 1980 |                                                                           |                         |                   |                    |                          |                         |
| 1979 |                                                                           |                         |                   |                    |                          |                         |
| 1978 |                                                                           |                         |                   |                    |                          |                         |
| 1977 |                                                                           |                         |                   |                    |                          |                         |
| 1976 |                                                                           |                         |                   |                    |                          |                         |
| 1975 |                                                                           |                         |                   |                    |                          |                         |
| 1974 |                                                                           |                         |                   |                    |                          |                         |
| 1973 |                                                                           |                         |                   |                    |                          |                         |
| 1972 |                                                                           |                         |                   |                    |                          |                         |
| 1971 |                                                                           |                         |                   |                    |                          |                         |
| 1970 |                                                                           |                         |                   |                    |                          |                         |
| 1969 |                                                                           |                         |                   |                    |                          |                         |
| 1968 |                                                                           |                         |                   |                    |                          |                         |
| 1967 |                                                                           |                         |                   |                    |                          |                         |
| 1966 | Aeropuerto de Sabadell                                                    | Carlos Alós Trepat      | -                 | -                  | -                        | -                       |
| 1965 | Aeropuerto de Sabadell                                                    | Carlos Alós Trepat      | -                 | -                  | -                        | -                       |